# Franz Josef Niedenzu
Franz Josef Niedenzu (29 de Novembro de 1857 — 30 de Setembro de 1937) foi um botânico alemão nascido em Köppernig. É recordado pelo trabalho desenvolvido sobre a família Malpighiaceae.

## Botânico
Em grande parte da sua carreira foi professor e posteriormente reitor no Lyceum Hosianum em Braunsberg, na Prússia Oriental (actualmente Braniewo, Polónia). Em Braunsberg, estabeleceu um jardim botânico.
Foi o autor do capítulo sobre a família  Malpighiaceae na obra de Adolf Engler "Das Pflanzenreich", tendo contribuído com descrições de nove famílias botânicas na obra de Engler e Karl Anton Eugen Prantl "Die Natürlichen Pflanzenfamilien". Identificou grande número de novas espécies, assim como seis géneros: Alcoceratothrix (Byrsonima), Callyntranthele (Blepharandra), Cordobia, Diaspis (Caucanthus), Malpighiodes e Sprucina (Jubelina).